# Equació de Langevin
En física, una equació de Langevin (anomenada en honor a Paul Langevin) és una equació diferencial estocàstica que descriu com evoluciona un sistema quan està sotmès a una combinació de forces deterministes i fluctuants ("aleatòries"). Les variables dependents d'una equació de Langevin solen ser variables col·lectives (macroscòpiques) que canvien només lentament en comparació amb les altres variables (microscòpiques) del sistema. Les variables ràpides (microscòpiques) són les responsables de la naturalesa estocàstica de l'equació de Langevin. Una aplicació és el moviment brownià, que modela el moviment fluctuant d'una partícula petita en un fluid.

## El moviment brownià com a prototip
L'equació de Langevin original descriu el moviment brownià, el moviment aparentment aleatori d'una partícula en un fluid a causa de col·lisions amb les molècules del fluid,{\displaystyle m{\frac {d\mathbf {v} }{dt}}=-\lambda \mathbf {v} +{\boldsymbol {\eta }}\left(t\right).}Aquí, {\displaystyle \mathbf {v} } és la velocitat de la partícula, {\displaystyle \lambda } és el seu coeficient d'amortiment, i {\displaystyle m} és la seva massa. La força que actua sobre la partícula s'escriu com la suma d'una força viscosa proporcional a la velocitat de la partícula (llei de Stokes) i un terme de soroll {\displaystyle {\boldsymbol {\eta }}\left(t\right)} que representa l'efecte de les col·lisions amb les molècules del fluid. La força {\displaystyle {\boldsymbol {\eta }}\left(t\right)} té una distribució de probabilitat gaussiana amb funció de correlació{\displaystyle \left\langle \eta _{i}\left(t\right)\eta _{j}\left(t'\right)\right\rangle =2\lambda k_{\text{B}}T\delta _{i,j}\delta \left(t-t'\right),}on {\displaystyle k_{\text{B}}} és la constant de Boltzmann, {\displaystyle T} és la temperatura i {\displaystyle \eta _{i}\left(t\right)} és l'i-è component del vector {\displaystyle {\boldsymbol {\eta }}\left(t\right)}. El {\displaystyle \delta } -forma de funció de la correlació temporal significa que la força a la vegada {\displaystyle t} no està correlacionada amb la força en cap altre moment. Aquesta és una aproximació: la força aleatòria real té un temps de correlació diferent de zero corresponent al temps de col·lisió de les molècules. Tanmateix, l'equació de Langevin s'utilitza per descriure el moviment d'una partícula "macroscòpica" a una escala de temps molt més llarga, i en aquest límit el {\displaystyle \delta } -correlació i l'equació de Langevin esdevé pràcticament exacta.
Una altra característica comuna de l'equació de Langevin és l'aparició del coeficient d'amortiment {\displaystyle \lambda } en la funció de correlació de la força aleatòria, que en un sistema d'equilibri és una expressió de la relació d'Einstein.

## Aspectes matemàtics
A estrictament {\displaystyle \delta } -Força fluctuant correlacionada {\displaystyle {\boldsymbol {\eta }}\left(t\right)} no és una funció en el sentit matemàtic habitual i fins i tot la derivada {\displaystyle d\mathbf {v} /dt} no està definit en aquest límit. Aquest problema desapareix quan l'equació de Langevin s'escriu en forma integral {\textstyle m\mathbf {v} =\int ^{t}\left(-\lambda \mathbf {v} +{\boldsymbol {\eta }}\left(t\right)\right)dt.} Per tant, la forma diferencial és només una abreviatura de la seva integral de temps. El terme matemàtic general per a equacions d'aquest tipus és "equació diferencial estocàstica".